# Pauline Julien
Pauline Julien, née le 23 mai 1928 à Trois-Rivières et morte le 1er octobre 1998 à Montréal, est une chanteuse, autrice-compositrice et actrice québécoise. Après s'être fait connaître à Paris et avoir chanté les textes des plus grands paroliers de la chanson française, notamment Léo Ferré et Boris Vian, elle devient une icône de la chanson québécoise, interprétant presque exclusivement des auteurs québécois à partir des années 1960.
En plus de ses contributions au patrimoine culturel du Québec par le biais de 23 albums, Pauline Julien est une figure marquante du nationalisme québécois. Elle s'implique presque toute sa vie au service de cet idéal, notamment aux côtés de son conjoint, le poète et homme politique Gérald Godin.

## Biographie

### Enfance et formation
Pauline Bibiane Julien est née à Trois-Rivières le 23 mai 1928. Fille d'Émile Julien et de Marie-Louise Pronovost, elle est la benjamine d'une famille de onze enfants. Son père est le cousin germain de Maurice Duplessis (1890-1959), 16e premier ministre du Québec. Son frère aîné, André, sera organisateur politique de Duplessis et maire de Cap-de-la-Madeleine (ville annexée à Trois-Rivières en 2002) jusqu'en 1960. Ces deux figures contribueront à développer chez la jeune Pauline un certain goût pour la politique et l'engagement.
Ses parents, Émile Julien et Marie-Louise Pronovost se marient en 1903 et s'installent à Baie-de-Shawinigan, un village situé à une trentaine de kilomètres au nord de Trois-Rivières. Fils de fermier, Émile Julien devient un prospère marchand général. Il souffre toutefois de graves problèmes de santé vers la fin de la Première guerre mondiale. Lorsque son médecin lui recommande de déménager dans une région où l'air est sec, il part avec sa famille vers le Manitoba en 1920. Émile Julien achète une terre près de Winnipeg et, comme plusieurs familles québécoises à l'époque, espère trouver la prospérité dans l'Ouest canadien>.
De mauvaises récoltes, un troupeau improductif et des problèmes financiers mettent toutefois rapidement fin à l'aventure. Les Julien rentrent au Québec en 1922. Affaibli financièrement, Émile Julien est contraint de travailler pour son cousin Albert, à qui il avait vendu son magasin général et qui avait fait fortune en le revendant à une compagnie de papier. Pauline Julien vient donc au monde en 1928 dans une famille plutôt modeste, au 351B rue Laviolette. Elle vit une enfance heureuse et grandit au sein d'un clan animé d'une grande solidarité familiale :

« Mais cette enfance vécue un peu dans l'inconscience, de grands replis sur moi, une manière de guetter ce qui se passait et faire en sorte d'arriver où je voulais. Cette enfance, grâce aussi à ces parents déjà âgés, me donnait une kyrielle innombrable de tantes, oncles, cousins, cousines, frères, sœurs, qui semaient dans ma vie toutes sortes de courants d'air chargés d'émotions, tout oreilles, que fantastiques, que douloureuses, mystérieuses, selon les arrivées, les départs, les crises familiales, les réunions, les Fêtes. »

Pauline Julien grandit dans une famille catholique et plusieurs de ses frères et sœurs s'engagent sur la voie de la religion. C'est le cas de Bernard, ordonné prêtre en 1941 et d'Alberte, qui prononce ses vœux perpétuels en 1938 auprès des Filles de Jésus. Pauline Julien sera profondément marquée par la mort de son frère Roland, qu'elle regrettera plus tard de n'avoir que trop peu connu>. À l'école primaire, la jeune fille est une élève dévouée qui se « distingue par son sens du drame et son exaltation », notamment lors des exposés oraux. Lorsque son père rend l'âme, le 24 juin 1944, elle doit toutefois abandonner l'idée de terminer son cours classique, faute de moyens financiers>. Elle passe donc en école commerciale puis est engagée comme sténodactylo par la ville du Cap-de-la-Madeleine, où la famille vit depuis le printemps 1932.

### Une bohémienne en France
En 1947, Pauline Julien part pour Québec car elle cultive le rêve de faire carrière au théâtre, dans la danse ou la musique. Par le biais de son beau-frère, Jean-Paul Guay, elle se joint à la troupe des Comédiens de la Nef. Grâce à une entente avec les Frères des écoles chrétiennes, ils peuvent jouer à la salle de l'Académie de Québec. Elle se distingue déjà par son enthousiasme et son énergie débordante. Au printemps 1948, âgée tout juste de vingt ans, elle se joint à l'Ordre de Bon Temps et part pour les États-Unis, où sa troupe participe au Festival international de folklore à Saint-Louis (Missouri). À l'Ordre de Bon Temps, elle rencontre plusieurs jeunes artistes montréalais désireux de promouvoir la culture québécoise, notamment Gaston Miron. Pauline Julien suit le mouvement et s'installe à Montréal à l'automne 1948.
Dans la métropole québécoise, elle intègre une nouvelle troupe, la Compagnie du Masque, dont les membres ont la volonté de présenter des pièces à texte et pas seulement des sketchs populaires ou humoristiques. On lit à haute voix Le Malentendu de Camus, les Cinq grandes odes et L'Annonce faite à Marie de Claudel, La Reine morte de Montherlant et même des passages de la Bible>. On joue aussi aussi Antigone de Cocteau, une pièce dans laquelle Pauline Julien joue le rôle d'Eurydice, la femme de Créon. Lors d'une tournée québécoise de la Compagnie du Masque, elle se rapproche d'un autre comédien, Jacques Galipeau. Ils unissent leurs destinées au printemps 1950.

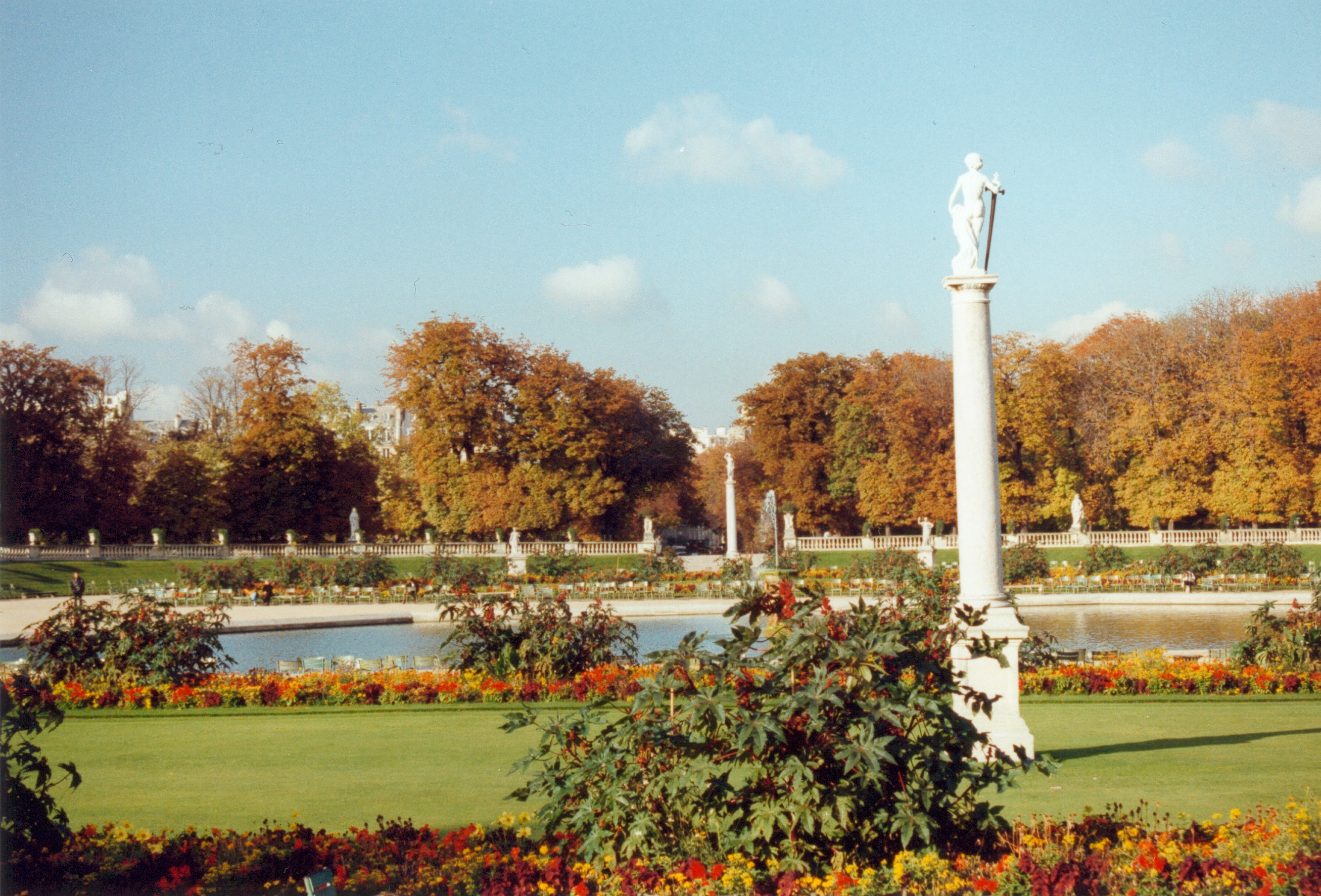
Le jardin du Luxembourg, près duquel Pauline Julien et Jacques Galipeau s'installent à leur arrivée à Paris.

Peu après leur mariage, Pauline Julien et Jacques Galipeau quittent la Compagnie du Masque et s'installent dans un petit appartement du quartier Ahuntsic. Alors que Jacques enseigne au Collège André-Grasset, Pauline Julien est essentiellement femme au foyer... un rôle très peu compatible avec son tempérament et ses grandes ambitions. Peu à peu, elle cultive le rêve de partir pour Paris, où elle estime qu'elle pourra trouver une formation de bien plus grande qualité qu'au Québec, alors caractérisé par le rigorisme moral de la période duplessiste. Profitant de ses liens familiaux, c'est pourtant auprès de Maurice Duplessis lui-même qu'elle obtient une bourse pour partir en Europe. À ses amis, qui estiment qu'elle a pactisé avec le régime, elle rétorque: « Quand on veut quelque chose, on se débrouille pour l'obtenir> ». Pauline Julien et Jacques Galipeau embarquent donc pour la France en août 1951.
Pauline Julien est enceinte de quelques mois lorsqu'elle débarque dans la Ville Lumière. Elle se sent immédiatement chez elle à Paris, dans le bourdonnement d'une capitale qui vit au rythme des spectacles et des débats d'idées. Le couple emménage dans une modeste chambre située tout près du jardin du Luxembourg. Elle exulte, émerveillée par les moindres détails de sa nouvelle vie bohème. Peu à peu, le couple plonge au cœur du bouillonnant milieu culturel parisien. Ils s'inscrivent comme auditeurs libres au Conservatoire d'art dramatique de Paris, où Pauline Julien parfait sa formation de comédienne et lit Racine, Molière, Marivaux et Corneille. Elle va au théâtre, notamment au Trocadéro pour voir Meurtre dans la cathédrale de T. S. Eliot. Elle se permet même un voyage en Angleterre, où elle assiste notamment à deux pièces de Shakespeare, Le Conte d'hiver et Le Songe d'une nuit d'été.
Bientôt, c'est à son tour de fouler les planches des théâtres parisiens. Après avoir donné la vie à une petite Pascale, le 27 février 1952, Pauline Julien décroche peu à peu des contrats dans des pièces et suit des cours de chant. À l'été 1954, elle chante pour la première fois devant public, lors d'une tournée à l'île de Ré avec le professeur Bernard Bimont. Bien que sa prestation fasse fureur, elle ne se voit pas encore chanteuse, préférant se consacrer presque entièrement au théâtre.

### La consécration
Il faudra attendre l'automne 1955, après un voyage en Europe du Sud et la naissance d'un second enfant, Nicolas, pour que Pauline Julien entame véritablement sa carrière de chanteuse. Elle se produit alors dans les cabarets et les boîtes à chansons de la rive gauche parisienne et fait ses débuts au Cheval d'or, rue Descartes. Pauline Julien chante principalement Chez Moineau, une boîte à chansons dont l'éminente journaliste québécoise Judith Jasmin décrit l'ambiance en 1957:    

« Chez Moineau, celui qui veut dire des vers se lève et les lit; celui qui veut chanter ne se fait même pas prier. Il y a des jeunes, des lakistes, des barbus, des femmes glabres, autour d'une unique table, on dirait les membres d'une même famille. Le nouveau venu se glisse parmi eux: on lui raconte sa vie s'il est prêt à l'écouter. Vers deux heures du matin, la mère Moineau apporte des grands plats de couscous. Puis, après un dernier verre, tous se lèvent et se disent À demain soir. Ce ne sont pas des intellectuels, mais sur la frange, des gens qui cherchent l'évasion l'un pour l'autre: chansons et poésie, blagues et histoires. »

Pauline Julien se taille peu à peu une place et commence à fréquenter les grands de la capitale, notamment Léo Ferré, Jean Ferrat, Ricet Barrier et Barbara. Plusieurs grands noms québécois assistent également à ses spectacles: Judith Jasmin, Anne Hébert, Claude Jutra, les frères Claude et Guy Fournier, ou encore Paul-Émile Borduas. On dit d'elle qu'elle est une « chanteuse de cabaret extraordinaire » qui « se jetait à corps perdu ». Judith Jasmin lui consacre un article dans la Revue populaire: 

« Sa voix est grave, chaude, vibrante, pleine d'étincelles; elle distille l'or et le sang, cette interprète de Ferré et de Lorca. Quand, dans la petite salle enfumée, Pauline chante Pauvre Rutebeuf, La Vie, T'en as, ou Barbara de L'Opéra de quat'sous, chacun se tait, ému. Elle opère un changement complet et devient un mime pour chanter La Gargouille, ou Dans une noix, de Trenet. Et puis, elle fait écouter à ce public noctambule des poèmes de Lorca, de Michaux ou d'Anne Hébert. Il est doux de penser que chaque soir, dans la petite salle de Moineau, "Je suis suis une fille maigre et j'ai de beaux os...", ce poème écrit jadis entre les murs de Québec, retentit et revit grâce à cette jeune barde de chez nous, que nous aurons, je l'espère, le flair et le bon goût de découvrir un jour, à notre tour. »

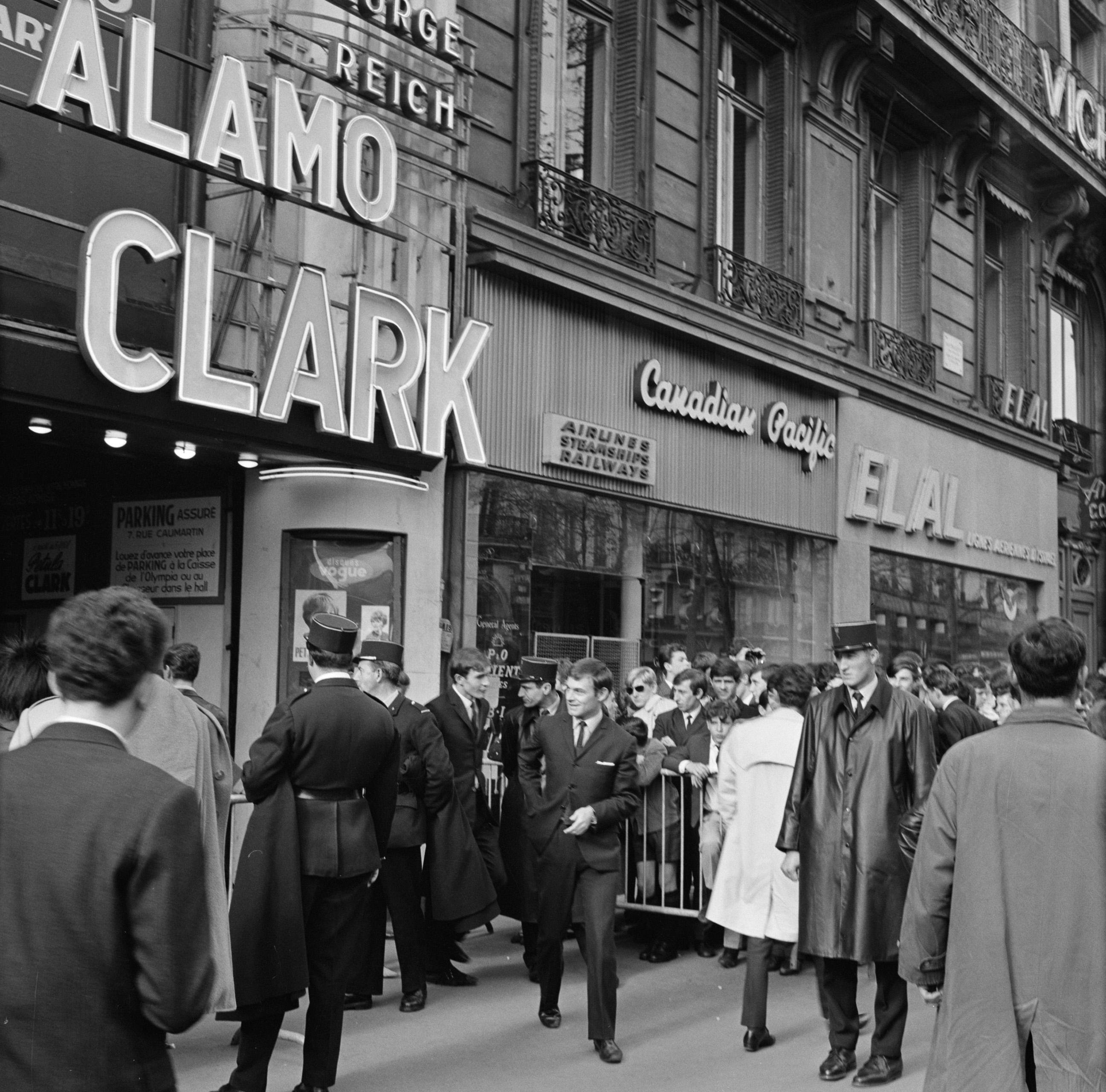
L'Olympia de Paris, dont Pauline Julien foule les planches en 1958 après avoir gagné un concours.

Ces succès la désintéressent toutefois de la vie familiale et créent de fortes tensions dans son couple. Pauline Julien se sépare de Jacques Galipeau en 1957. Cette année-là, elle rentre à Montréal où elle participe pour la première fois à un spectacle chez elle, au cabaret Saint-Germain-des-Prés de Jacques Normand. Les journaux montréalais parlent d'elle pour la première fois. Elle prend l'affiche dans des cabarets aux quatre coins du Québec et commence à se faire un nom auprès des siens, à qui elle fait découvrir le répertoire français et international, notamment Ferré, Boris Vian, Kurt Weill et Bertolt Brecht.
Pauline Julien vit à l'époque entre Montréal et Paris, faisant carrière des deux côtés de l'Atlantique. Elle vit modestement avec Dietrich Mohr, un sculpteur allemand dont elle s'est entichée. Elle continue de faire le tour des cabarets jusqu'aux petites heures du matin, s'aventurant même jusqu'en Belgique où elle rencontre Serge Gainsbourg au détour d'une émission de radio. La Trifluvienne le côtoiera ensuite aux Trois Baudets, le cabaret de Jacques Canetti, célèbre impresario ayant notamment révélé Félix Leclerc. Elle continue de progresser et remporte en 1958 un concours qui lui permet de chanter sur la scène mythique de l'Olympia de Paris. Cette année-là, Pauline Julien rencontre même Boris Vian, qui lui offre la chanson Sous son chapeau de cloche, qu'elle interprète à la télévision de Radio-Canada un an plus tard. Ce séjour au Québec, en septembre 1959, coïncide avec la mort du premier ministre Maurice Duplessis. La Révolution tranquille est bientôt en marche, mettant en branle des bouleversements sociaux et des mouvements politiques auxquels Pauline Julien allait bientôt participer.

### L'art et l'engagement

#### Retour au Québec
Au début des années 1960, Pauline Julien s'installe définitivement à Montréal. Elle sort son premier microsillon, Enfin... Pauline Julien et multiplie les spectacles, notamment chez Gérard, à Québec. C'est à cette époque qu'elle se rapproche de Gilles Vigneault, dont elle interprètera de nombreux textes plus tard dans sa carrière. Déjà, des doutes apparaissent dans son journal personnel. Pauline Julien doute d'elle-même, elle craint notamment de ne pas remplir adéquatement son rôle maternel: « Depuis cinq jours, insidieusement des idées de suicide (même collectif avec les enfants) se sont glissées en moi. Refus total en moi de vivre pour vivre, c'est-à-dire sans aimer et être aimée. Je constate ma solitude complète. Les enfants, bien sûr, mais sans paix intérieure, comment les aimer et leur apporter quelque chose ? Les enfants semblent bien vivants, mais où les guider dans ce monde où je ne me sens aucune place ? » 

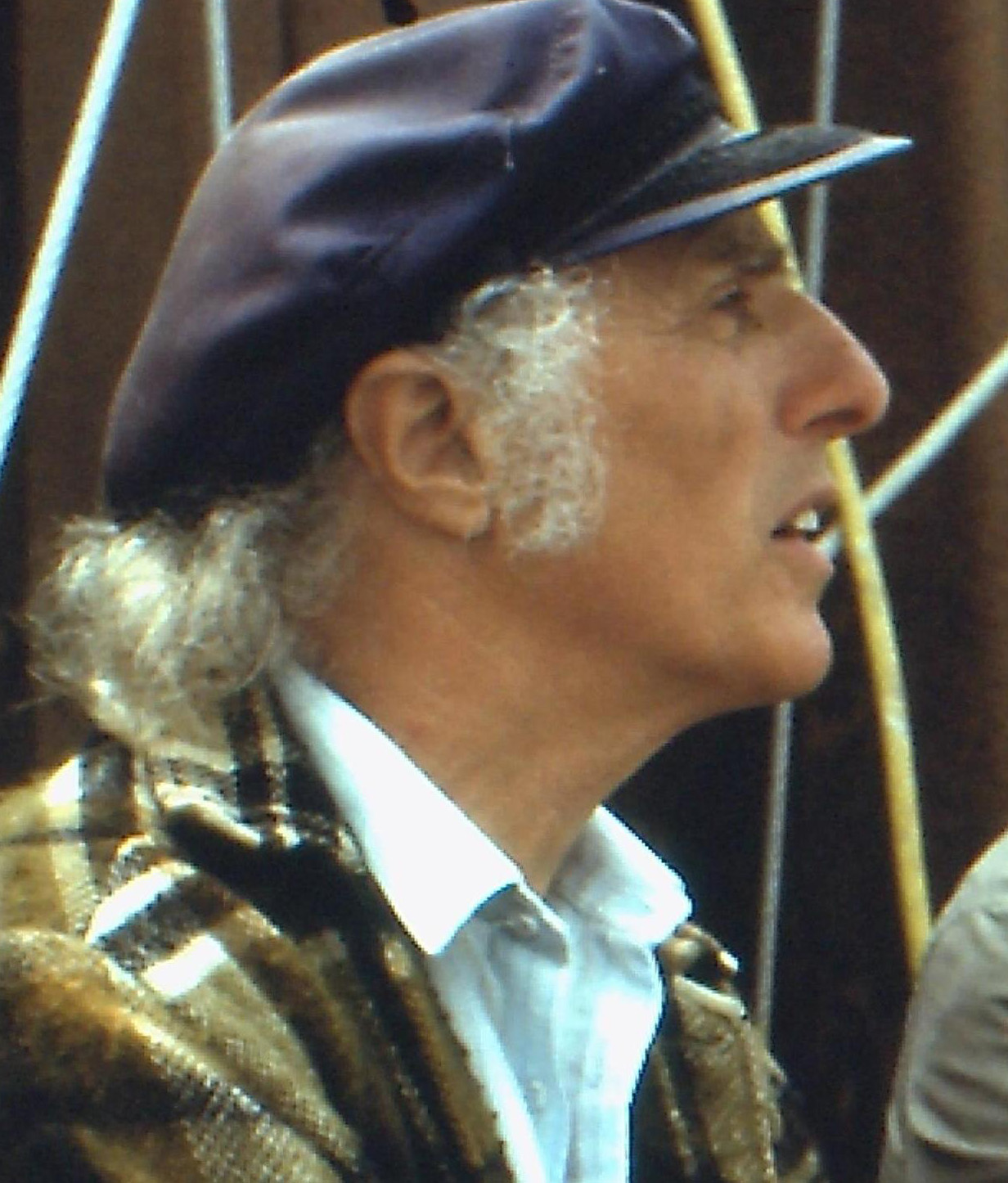
Gilles Vigneault, dont Pauline Julien interprète de nombreux textes.

En décembre 1960, elle part chanter pour des troupes canadiennes en garnison dans le grand nord canadien, à Churchill. Ce voyage, bien que paradoxal quand on connaît ses futurs engagements politiques, lui permet de découvrir la condition des Inuits et des autochtones. Elle est aussi fascinée par les paysages nordiques. En 1961, Pauline Julien rencontre le journaliste et poète Gérald Godin, qui deviendra plus tard un éminent député et ministre du Parti québécois. Déjà, Godin révèle toute l'admiration qu'il voue à Pauline Julien dans un article qu'il lui consacre dans le Nouvelliste:

« Pauline Julien est un arbre dur, entêté tout à la fois noueux et fragile qui s'impose par sa volonté et cet entêtement qui sont ce que l'on appelle "la présence". Sur scène, dans un petit cercle de lumière où l'on ne peut mentir, elle récolte la moisson de son travail, de son entêtement à émonder, à épurer, à tout donner d'elle, mais qui soit beau. Pauline Julien qui chante, c'est la vie comme elle voudrait qu'elle soit, c'est la mise en place réfléchie et longuement méditée d'un geste, d'une émotion, d'un cri du cœur, et cette mécanique  est si bien réglée qu'elle est plus vraie que la vie. Pauline Julien, quand elle se glisse dans la peau d'une chanson, en connaît tellement les humeurs et les dimensions que ses chansons sont toujours telles qu'en elles-mêmes l'éternité les change. C'est le sacrifice de la spontanéité, tour à tour et sans raison belle et mièvre, à l'art de la chanson. Le hasard aboli. »

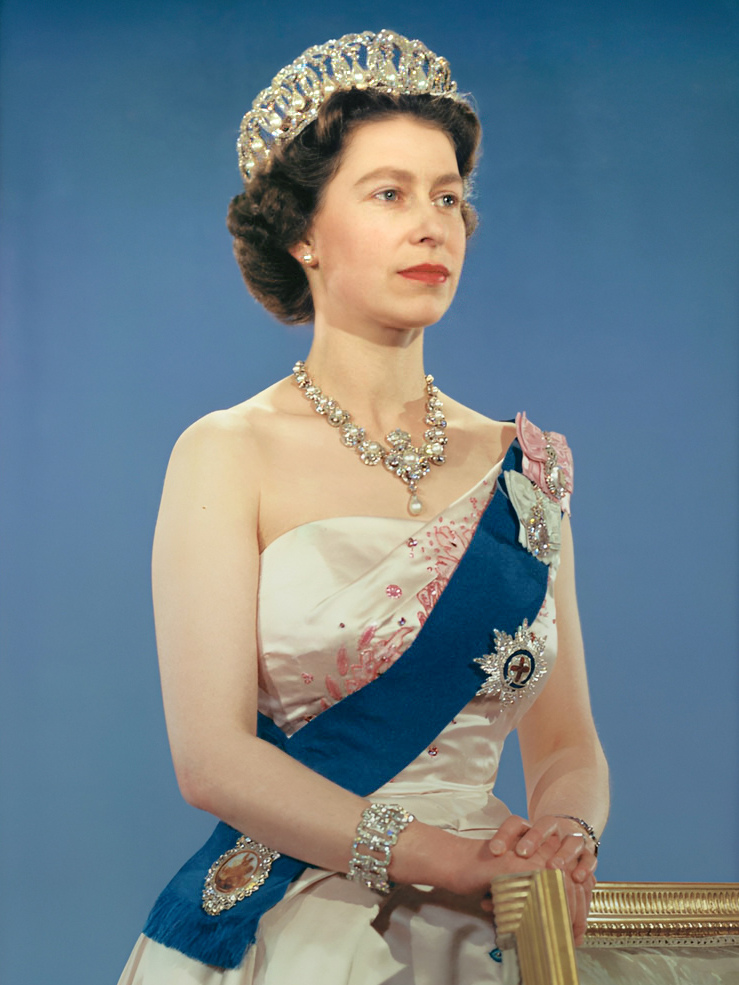
La reine Élisabeth II en 1959. Pauline Julien provoque un scandale lorsqu'elle refuse de chanter pour la souveraine britannique en 1964.

Plus tard, leurs échanges épistolaires, empreints d'amour et de poésie, seront compilés dans un livre, La renarde et le mal peigné (Lemeac, 2009). Pauline Julien et Gérald Godin emménagent ensemble en 1964. Cette année se révèlera déterminante dans le parcours de celle que l'on surnommera bientôt la pasionaria du Québec. Avec une chanson de Gilles Vigneault, intitulée Jack Monoloy, elle gagne le deuxième prix au Festival de Sopot, en Pologne. C'est le début d'une grande carrière internationale pour la chanteuse, qui se produira sur les plus grandes scènes d'Europe et du Canada jusqu'à la fin des années 1980,. Elle chantera également en URSS, en Afrique et en Amérique latine.

#### Militantisme et désillusion
Mais c'est surtout à l'échelle locale que l'année 1964 prend toute son importance pour Pauline Julien, qui apparaît pour la première fois dans son rôle de militante. De gauche mais surtout profondément sensible aux revendications politiques de sa nation, elle refuse de chanter devant la reine Élisabeth II, alors en visite officielle au Canada en octobre. Le scandale est d'autant plus retentissant qu'elle est la première chanteuse francophone à être invitée à chanter pour la souveraine britannique. Pauline Julien justifie son geste en révélant au grand jour ses idéaux nationalistes:  

« Par respect pour les patriotes de maintenant et de 1837 - date de la rébellion de Louis-Joseph Papineau - je ne puis accepter de participer à un spectacle commandé pour la reine d'Angleterre, ni à aucune cérémonie commémorative d'une Confédération qui perpétue la conquête de 1760. Je n'ai rien contre la personne de la reine Élisabeth II, mais bien contre ce qu'elle représente et je ne peux dissocier mon activité artistique de mes convictions indépendantistes. »

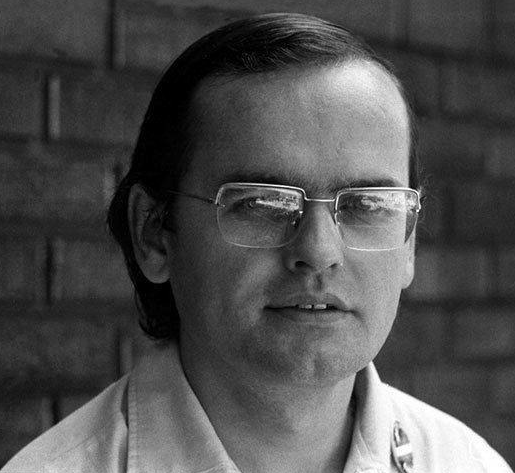
Pierre Vallières, militant indépendantiste et membre du Front de libération du Québec (FLQ), pour qui Pauline Julien s'engage lorsqu'il est emprisonné en 1966.

C'est à ce moment, à l'aube du fameux « Samedi de la matraque », que Pauline Julien s'érige pour de bon comme une éminente figure du nationalisme québécois. Cet incident contribue également énormément à sa notoriété et permet même de lui « ouvrir des portes » selon sa biographe Louise Desjardins. La chanteuse n'en sera d'ailleurs pas à son dernier coup d'éclat. Quelques années plus tard, en 1969, elle provoque un nouveau scandale au Niger lorsqu'elle s'écrie « Vive le Québec libre ! » durant un discours de Gérard Pelletier, alors Secrétaire d'État du Canada.
Avec Gérard Godin, elle commence à s'impliquer plus sérieusement au sein du mouvement nationaliste, participant notamment à des congrès du Rassemblement pour l'indépendance nationale (RIN) au cours desquels elle interprète des chansons. Elle suit aussi des cours en sciences humaines et s'engage pour la cause des prisonniers politiques, rejoignant le Comité d'aide au groupe Vallières-Gagnon pour soutenir Pierre Vallières et Charles Gagnon dans leur lutte devant les tribunaux,. Pauline Julien organise notamment des spectacles bénéfices pour soutenir financièrement les deux felquistes. Ardente militante du Québec français, elle participe également au mouvement d'opposition à la loi 63 puis contre le règlement Drapeau-Saulnier, qui interdit les rassemblements à Montréal,.
Ces engagements n'échappent pas aux autorités fédérales et provinciales, qui déploient un important dispositif de surveillance et d'infiltration des organisations nationalistes québécoises. À l'automne 1969, juste avant de rejoindre une manifestation contre la loi 63, Pauline Julien et Gérald Godin sont perquisitionnés lors d'une descente policière visant les Éditions Parti pris, que le futur député péquiste dirige. On saisit notamment le livre Nègres blancs d'Amérique, de Pierre Vallières, qu'on présente comme un « écrit séditieux » à son procès. Loin d'être démoralisée par les évènements, Pauline Julien redouble d'ardeur dans son engagement et continue de conjuguer son art et ses idéaux politiques. C'est ainsi qu'elle participe à la mythique Nuit de la poésie du 27 mars 1970, où elle interprète Le Temps des vivants de Gilbert Langevin devant une foule bouleversée. Quelques semaines plus tard, le 11 mai 1970, elle prête sa voix au spectacle Libération-Québec, mis en scène par André Brassard et donnant lieu à des prestations de Paul Chamberland, Claude Gauvreau, Gilbert Langevin, Raymond Lévesque et Georges Dor. Parallèlement, elle s'implique pour la cause féministe et participe, avec Robert Lemieux, Gérald Godin, Gaston Miron, Jacques Larue-Langlois ou encore Bernard Mergler, à la fondation du Mouvement pour la défense des prisonniers politiques du Québec (MDPPQ), qui remplace le Comité d'aide au groupe Vallières-Gagnon.
Quelques mois plus tard, lorsque éclate la crise d'Octobre 1970, le couple Julien-Godin fait partie des centaines de personnes arrêtées et emprisonnées en raison de leur allégeance politique, en vertu de la Loi sur les mesures de guerre. Gérald Godin est détenu avec les hommes à Parthenais pendant que Pauline Julien passe huit jours enfermée à la prison pour femmes de Tanguay. Les policiers arrêtent même leurs enfants, Pascale, dix-sept ans, et Nicolas, quinze ans. Plutôt qu'un coup porté à ses convictions, Pauline Julien y verra une « douce détention » et une « expérience »: « Le temps passé à la prison Tanguay fut pour moi une période enrichissante. Je me suis aperçue que je n'étais pas seule... »     
Durant les années 1970, Pauline Julien, qui est « au zénith de sa carrière québécoise », passe son temps entre ses tournées et la préparation de ses disques, entre le Québec et la France. Sa sensibilité nationaliste transparaît dans son art, alors que son répertoire se compose presque uniquement de chansons d'auteurs québécois, tels que Gilbert Langevin, Jean-Paul Filion et Raymond Lévesque. Elle commence à écrire les textes de quelques-unes de ses chansons, notamment La Vie à mort et L'âme à la tendresse. Au cours des 10 années suivantes, la musique de ses chansons sera composée par François Dompierre, Claude Dubois, Michel Robidoux, Stéphane Venne, Robert Léger (en), Pierre Flynn, Gerry Boulet, Gaston Brisson, François Cousineau et Jacques Marchand, les trois derniers étant ses directeurs musicaux à un moment ou à un autre. Elle compose également des chansons sur des paroles de Michel Tremblay.
Pauline Julien continue de s'impliquer politiquement, chantant contre la guerre du Vietnam, militant au sein d'associations féministes et prenant parole pour les prisonniers politiques, notamment Jacques Rose. Dans les années 1970, elle interprète et contribue à populariser la chanson Mommy, Daddy, chanson alarmant sur le risque de disparition du français au profit de l'anglais au Québec. Elle suit également de près la carrière de son conjoint, qui devient député du Parti québécois de René Lévesque après une victoire retentissante contre le premier ministre Robert Bourassa aux élections de 1976. Au lendemain du triomphe péquiste, Pauline Julien célèbre sur scène à Paris, en compagnie de Félix Leclerc et devant une foule en liesse. Elle s'adresse quelques jours plus tard aux journalistes:  

« Nous y voilà, c'est arrivé, que sera-ce demain ? Qu'allons-nous faire ? Aujourd'hui nous y sommes, oui à cette première victoire. Comme a dit Leclerc, le bébé est né, il est beau, il va grandir, que va-t-il devenir ? Le Québec a franchi une étape. Dans la longue marche il fallait absolument atteindre ce palier pour continuer, nous y sommes, le sommet est encore loin, mais le chemin parcouru était ardu, long et difficile. Et c'est avec une grande joie que nous pouvons regarder ce que nous avons franchi. Maintenant, c'est avec un regain de courage que nous entreprenons la seconde étape, nettoyer, repartir, construire en vue de la dernière, qui sera l'indépendance, une décision finale et définitive>. »

Quatre ans plus tard, lors du référendum de 1980, c'est la désillusion. Le soir de l'échec du « OUI », au centre Paul-Sauvé, Pauline Julien s'offre un dernier moment historique lorsque, face à des militants souverainistes anéantis, elle revigore la foule en chantant La Danse à Saint-Dilon. Dans les années qui suivent, atteinte d'aphasie dégénérative, Pauline Julien se retire progressivement de la scène et de la vie publique.

### Mort
Dans les années 1980, Pauline Julien développera une grande complicité avec l'autrice-compositrice-interprète française Anne Sylvestre, dont elle a fréquemment interprété certaines chansons, notamment Non, tu n'as pas de nom et Une sorcière comme les autres. Les deux artistes montent un spectacle en collaboration avec la poétesse Denise Boucher, mêlant Bertolt Brecht, Jean Tardieu et Brigitte Fontaine, présenté au Québec et en Europe pendant plus de deux ans sous le titre Gémeaux croisées.
Pauline Julien épouse Gérald Godin à Trois-Rivières le 4 janvier 1990. Elle continue à jouer au théâtre jusqu'au début des années 1990, dans des pièces comme Grandeur et décadence de la ville de Mahagonny de Brecht-Weill (1984) ou La Maison cassée de Victor-Lévy Beaulieu (1991). En plus du théâtre et de la chanson, elle apporte aussi sa contribution au cinéma en étant de la distribution des films Bulldozer de Pierre Harel, La Mort d'un bûcheron de Gilles Carle et de quelques autres productions. Dans les années 1990, elle aura eu le temps de participer à une mission humanitaire au Burkina Faso et de s'adonner à l'écriture romanesque avec son ouvrage Il fut un temps où l'on se voyait beaucoup, paru à l'été 1998.
Ayant perdu son compagnon, Gérald Godin, en 1994, et ne pouvant plus chanter ni jouer du fait de la progression de sa maladie, Pauline Julien s'enlève la vie le 1er octobre 1998 .

## Héritage
- Pauline Julien et son conjoint Gérald Godin sont les sujets du documentaire Québec... un peu... beaucoup... passionnément... réalisé par Dorothy Todd Hénaut en 1989, sur le mouvement indépendantiste du Québec[35].

- Un spectacle-hommage intitulé La renarde : sur les traces de Pauline Julien a eu lieu lors des Francos 2018 pour souligner les 20 ans de la mort de la chanteuse[58]. Pauline Julien a aussi fait l'objet de nombreuses pièces de théâtre[59].

- En 2018, la cinéaste Pascale Ferland réalise le documentaire Pauline Julien, intime et politique, qui brosse le portrait de la chanteuse et le rôle notable qu'elle a joué dans la lutte pour l'indépendance du Québec.

- Le Centre des arts de la scène Pauline Julien, la salle de spectacles Pauline Julien et le Centre Pauline-Julien, destiné à la francisation des adultes immigrants, ont été nommés en son honneur[35]. Elle possède également une rue à son nom, à Montréal. De plus, à Trois-Rivières, dans le secteur Cap-de-la-Madeleine, un édifice porte le nom Espace Pauline-Julien. Il s'agit d'un espace de diffusion consacré aux arts visuels et médiatiques. Son mandat est d’offrir une programmation en arts visuels et numériques ainsi que des projections (courts métrages et films sur l’art).
- Le fonds d'archives de Pauline Julien est conservé au centre d'archives de Montréal de Bibliothèque et Archives nationales du Québec[60].
- La rue Pauline-Julien a été nommée en son honneur, en 2006, dans la ville de Québec.

## Discographie

### Albums studio
- 1962 : Enfin... Pauline Julien
- 1963 : Pauline Julien
- 1964 : Solidad et Barbarie [pour enfants]. Pauline Julien. HFL-8002.
- 1965 : Pauline Julien chante Raymond Lévesque
- 1966 : Pauline Julien chante Boris Vian
- 1967 : Suite québécoise
- 1969 : Comme je crie, comme je chante… (textes de Gilbert Langevin)
- 1971 : Fragile
- 1972 : Au milieu de ma vie, peut-être la veille de...
- 1973 : Aller voir, vous avez des ailes
- 1973 : Pour mon plaisir... Gilles Vigneault
- 1974 : Licence complète
- 1977 : Femmes de paroles
- 1978 : Mes amies d' filles
- 1978 : Les Sept Péchés capitaux
- 1980 : Fleur de peau
- 1980 : Je vous entends chanter
- 1982 : Charade
- 1984 : Où peut-on vous toucher ?

### Albums en public
- 1964 : Pauline Julien à la Comédie canadienne
- 1975 : Pauline Julien en scène
- 1976 : Tout ou rien (récital Brecht enregistré en public)
- 1988 : Gémeaux croisées (avec Anne Sylvestre)

### Compilations
- 1993 : Pauline Julien (Collection Québec Love)
- 1996 : Pauline Julien
- 1997 : Brecht & Weill
- 1998 : Au temps des boîtes à chansons
- 1998 : Les Années de la Butte à Mathieu
- 2001 : Rétrospective

## Filmographie
- 1964 : Fabienne sans son Jules
- 1964 : La Terre à boire : Diane
- 1967 : Entre la mer et l'eau douce : Elle-même
- 1971 : La Nuit de la poésie 27 mars 1970
- 1973 : La Mort d'un bûcheron : Charlotte Juillet
- 1974 : Bulldozer : Mignonne Galarneau
- 2018 : Pauline Julien, intime et politique (long-métrage documentaire), réalisé par Pascale Ferland

## Livres
- 1985 : L'Échappée belle, Népal (Montréal 1985), écrit en collaboration avec Denise Hébert
- 1998: Pauline Julien, Il fut un temps où l'on se voyait beaucoup: Suivi de Lettres africaines et de Tombeau de Suzanne Guité, Lanctôt édition.
- 2009 : La renarde et le mal peigné; Fragments de correspondance amoureuse 1962-1993, Pauline Julien et Gérald Godin, Montréal, Leméac Éditeur.
- 2019 : Ton métier, le mien, le Québec : fragments de correspondance amoureuse et politique 1962-1993, Pauline Julien et Gérald Godin, Montréal, Leméac Éditeur.

## Honneurs
- 1962 - Second prix au Festival de Sopot
- 1965 - Trophée de la Meilleure Diseuse au Gala des Artistes
- 1970 - Grand Prix du disque Charles-Cros, Suite québécoise
- 1975 - Prix Calixa-Lavallée
- 1985 - Grand Prix du disque Charles-Cros, Où peut-on vous toucher ?
- 1994 - Chevalier de l'Ordre des Arts et des Lettres de France
- 1997 - Chevalier de l'Ordre national du Québec